# Kisboldogasszony-templom (Héhalom)

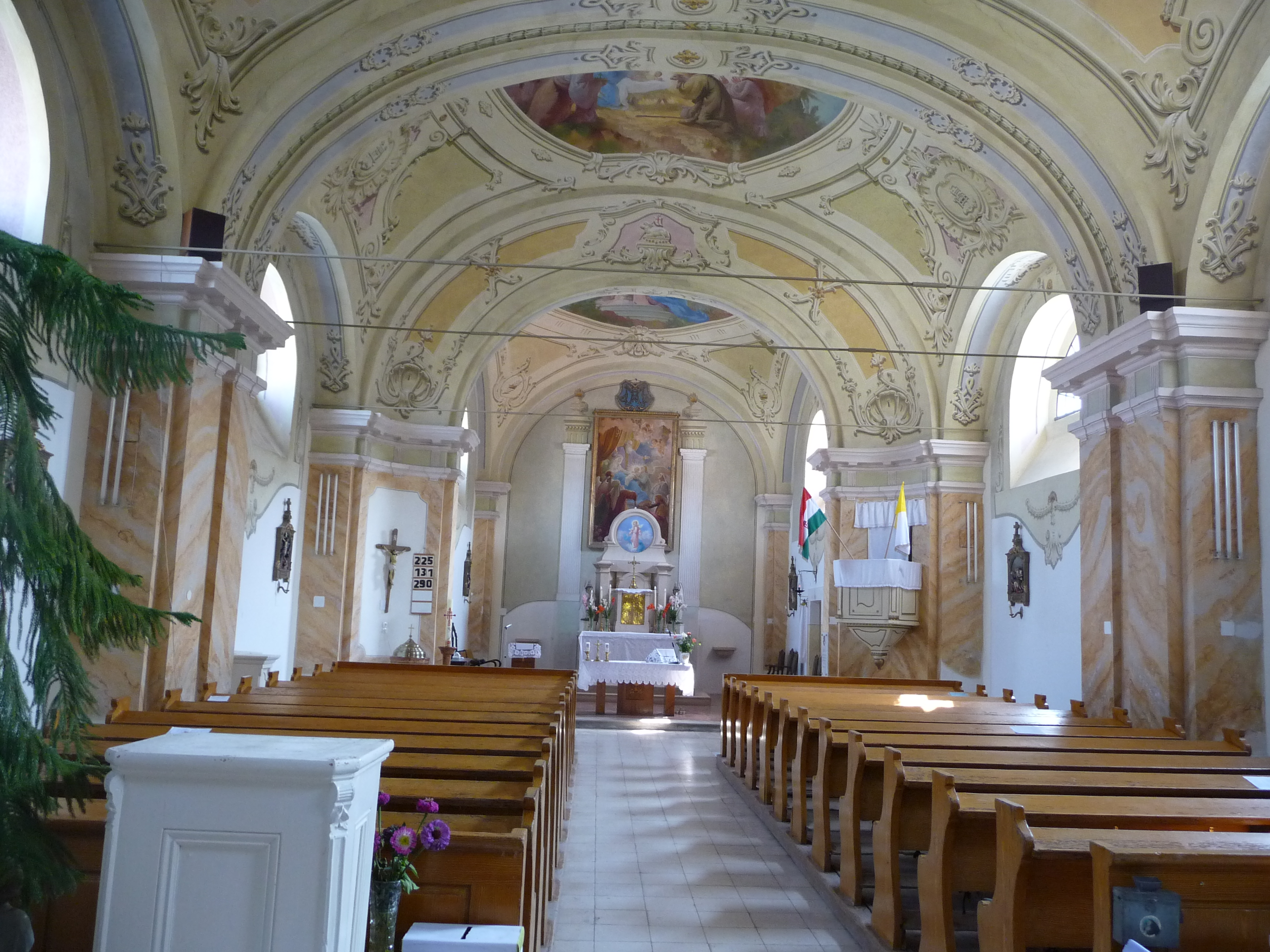
A templom belseje

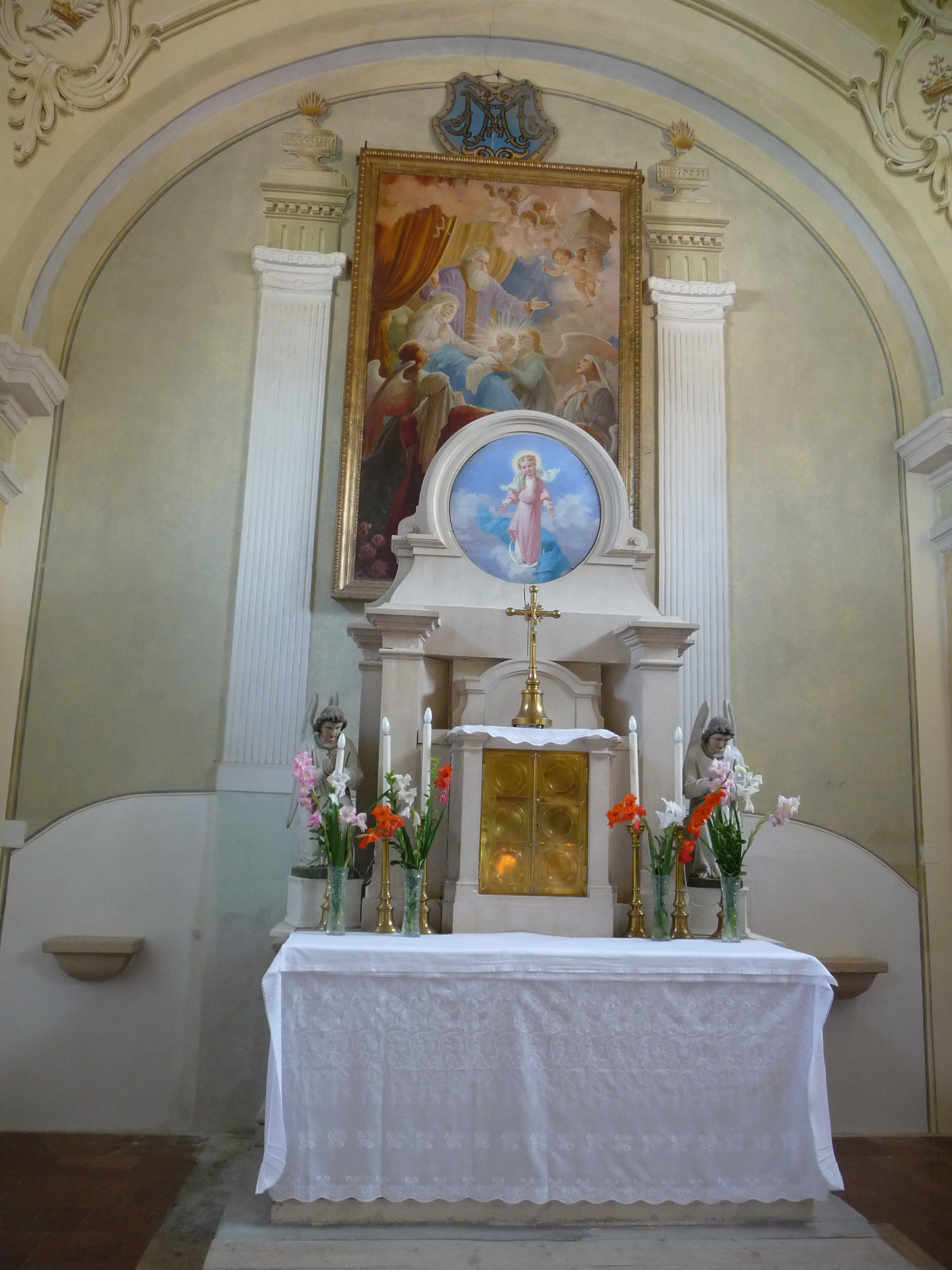
A főoltár

A klasszicizáló, késő barokk római katolikus templom a falu központjában áll (Hősök tere 1., más iratokban: Petőfi u. 32., hrsz: 451.)

## Története
Héhalom középkori temploma a Templomdombon, a temető déli oldalán állt; ez jelenleg külterület. A sorozatos átépítések és a török kor viszontagságai miatt az a 19. század elejére statikailag annyira meggyengült, elromosodott, hogy le kellett bontani — helyenként az alapját is kiszedték.
Az új, ma is működő templomot a helyi hagyomány szerint 1807-ben kezdték el építeni. A falu azonban annyira szegény volt, hogy a templomot csak 1817-ben szentelték fel — és ekkor még messze nem volt kész. Az építkezést Esterházy Miklós támogatásával végül is 1832-ben fejezték be.
Az épületet eredetileg zsindellyel fedték. 1908-ban tornyába órát szereltek be — ez a palotási templom órájának ikertestvére. 1910-ben az épületen a zsindelyt palára cserélték, a tornyot új gerendázattal és bádogtetővel újították meg. 1944-ben az épület falait Tallós Móricz budapesti egyházművész secco festményeivel díszítették.
Genthon István 1954-ben kiadott, „Nógrád-megye Műemlékei” című munkájában a következőképpen írta le a templomot:
„Jellege: klasszicista. Külneme: A gyengén előre ugró középrész hármas tagozású. A két oldalszárny dísztelen. A kapuzati rész kiugró szemöldökkel, felette keretelés nélküli ablakkal és jobbról-balról magas pillérszéken toszkán oszlop lábazatos, fedőlemezzel záruló két-két pillérből áll, melyek a körül futó párkányt tarkítják. Itt a nyugati homlokzaton (a bejárati homlokzat) a falsík vízszintes tagolás nélkül érintkezik az orom mezővel. A középrész is felnyúlik a párkány fölé. A toronytest közepén félköríves záródású keresztelt ablak. A toronyt erős kiülésű, gazdag tagozatú párkány zárja és törtvonalú, bádogfedeles sisak fedi. A főpárkányon egy-egy kis urna.
A déli oldalon néhány lépcső vezet a kórus és a torony facsigalépcsőjéhez. A sekrestye — ugyanitt — a szentély beugrásához simul. A hajót két, a szentélyt egy mélyenülő, felül keretelt, sima övpárkányon ülő lunetta ablak világítja meg. Az északi oldal tagolása azonos, de oldal bejárat nélkül. Az egyenes záródású apszison vak lunetteaablak…
Belseje: Az ajtón közvetlenül a kórus alatti térbe lépünk. A középen szögletesen kihasasodó mellvédet két erőteljes oszlop tartja. A hajót kettős fejezet nélküli félpillér tagolja, felette római-dór teljes párkány. Ugyanez a rendszer ismétlődik a kórusmellvéd és a hajófal találkozásánál álló negyed pilléreken, valamint a diadalív pilléreihez széles ívvel csatlakozó negyedpilléreken is.
A szentély a hajónál keskenyebb, négyzetes tér, amelyből egy hevedernyi szélességű, egyenes záródású apszis nyílik. Csehsüveg boltozatok.”
Az 1960-ban felújításba és bővítésbe kezdtek. A bővítést Árkay Bertalan tervezte, a munkákat Szentgyörgyi Gyula mérnök és építőmester irányította. A torony alatti, életveszélyes állagú épületrészeket teljesen elbontották. A templom hajóját 6 méterrel meghosszabbították, a kórusnak új karzatot, az épület elé új tornyot építettek. Vonórudak és támpillérek beépítésével stabilizálták a falakat, mert azokat a belső boltozatok szétnyomták. Takács István festőművész megújította a templom festését.
Legutóbbi felújítása az Európai Unió támogatásával 2008-ban kezdődött, és 2010-ben még tart. A cél a külső homlokzat teljes, a belső vakolat részleges felújítása. A tervek szerint a templomot részben akadálymentesítik, benne az épület történetét bemutató tablókat helyeznek el. Restaurálják és konzerválják a templom előtt álló kőkeresztet és Nepomuki Szent János szobrát, rendezik a templom körüli közterületet.

## Működése
A  héhalmi plébániához tartozik.
Egész évben tartanak esküvőket. A templom előtt és körül a parkolás ingyenes.
A búcsút minden évben a szeptember 8-hoz legközelebb eső vasárnap tartják.

## Képgaléria

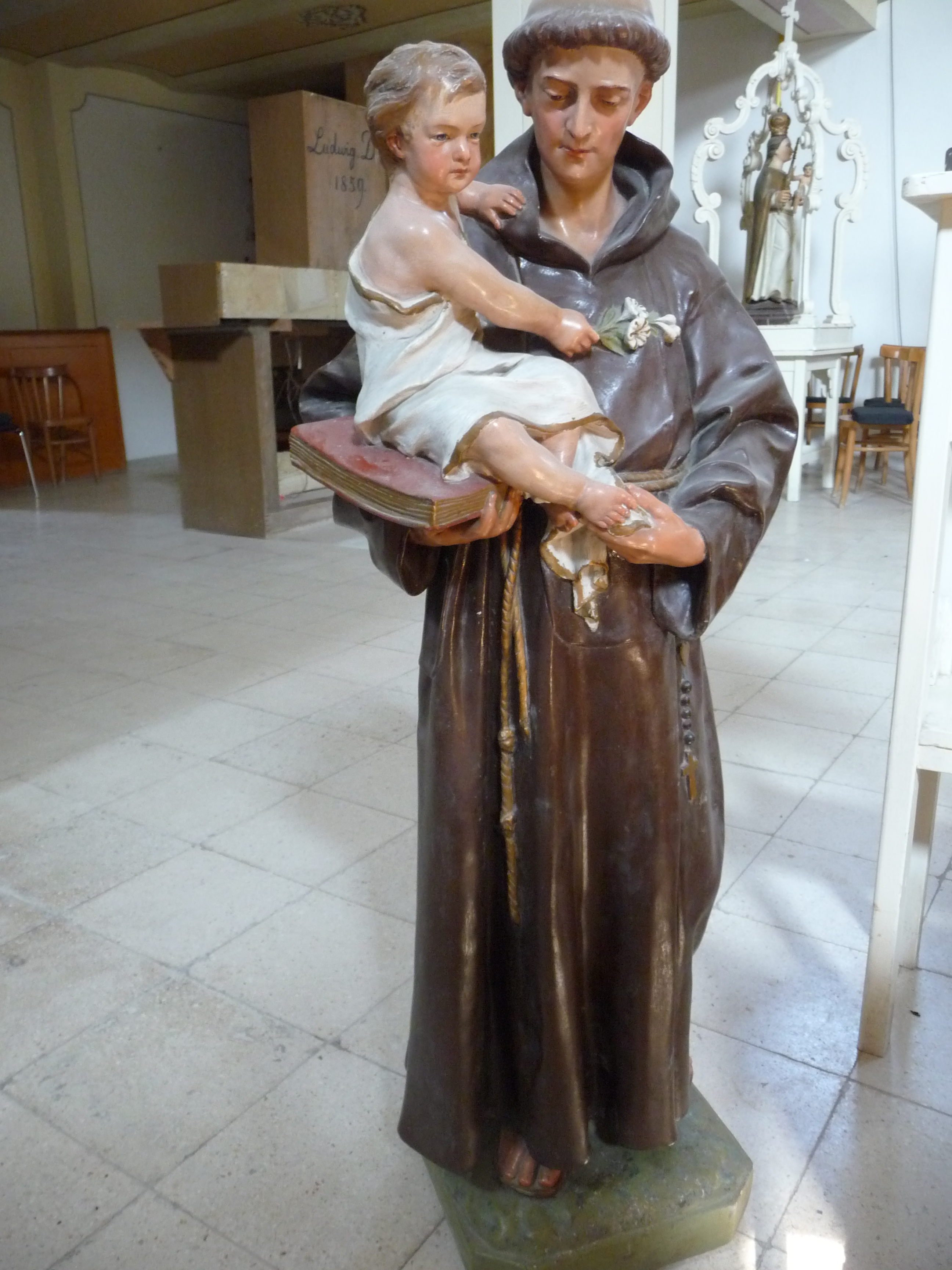
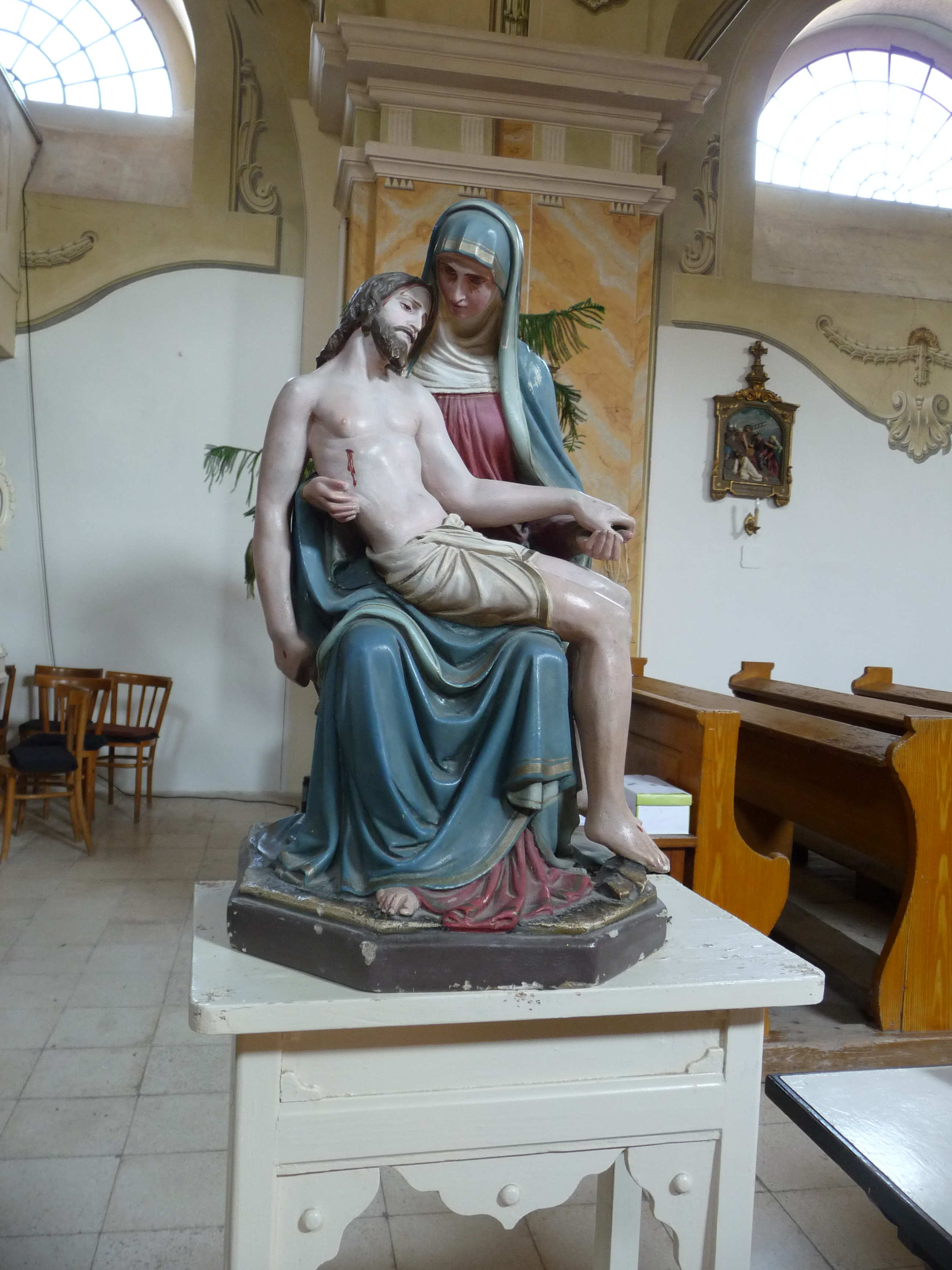
Pietà
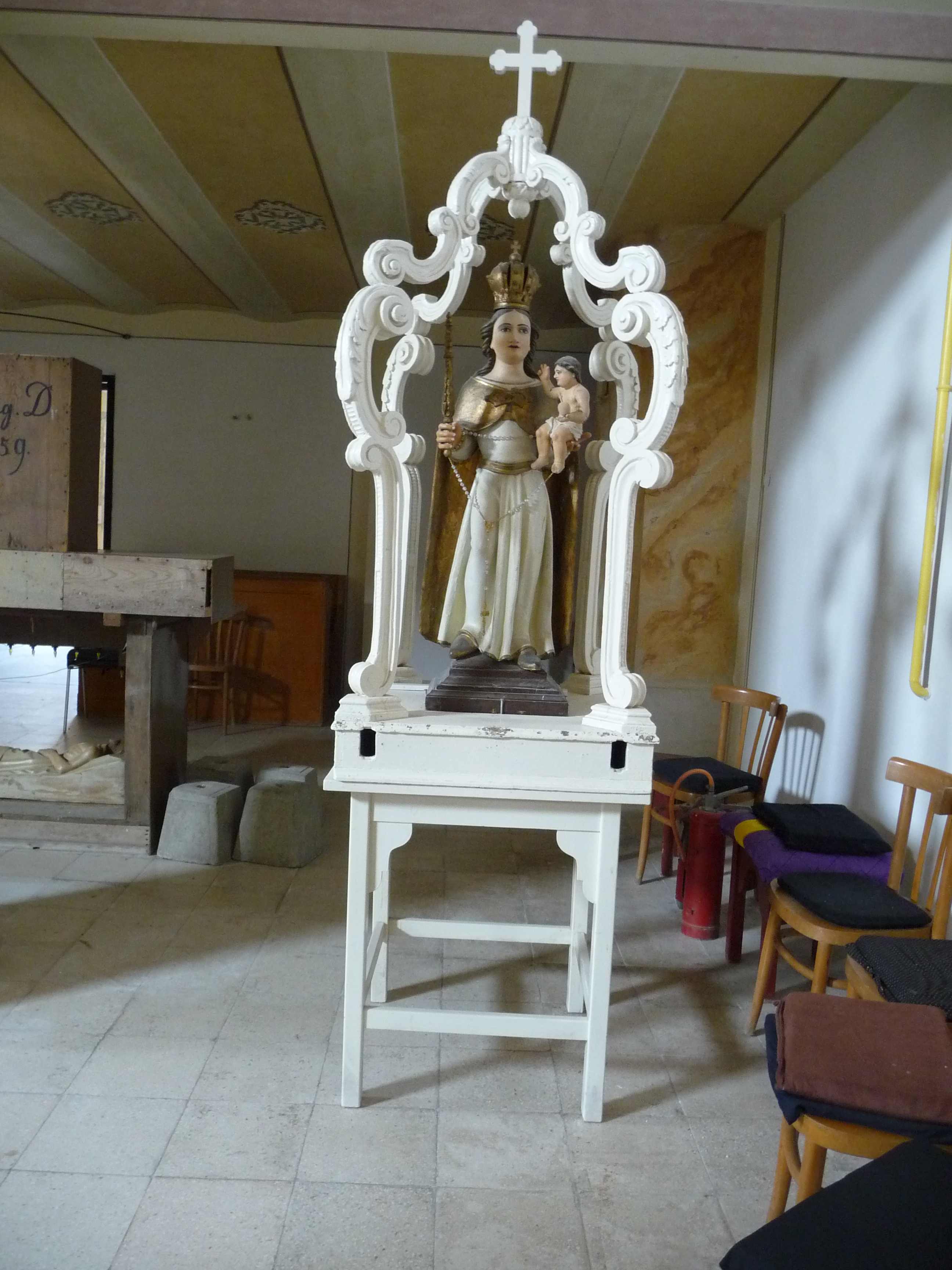
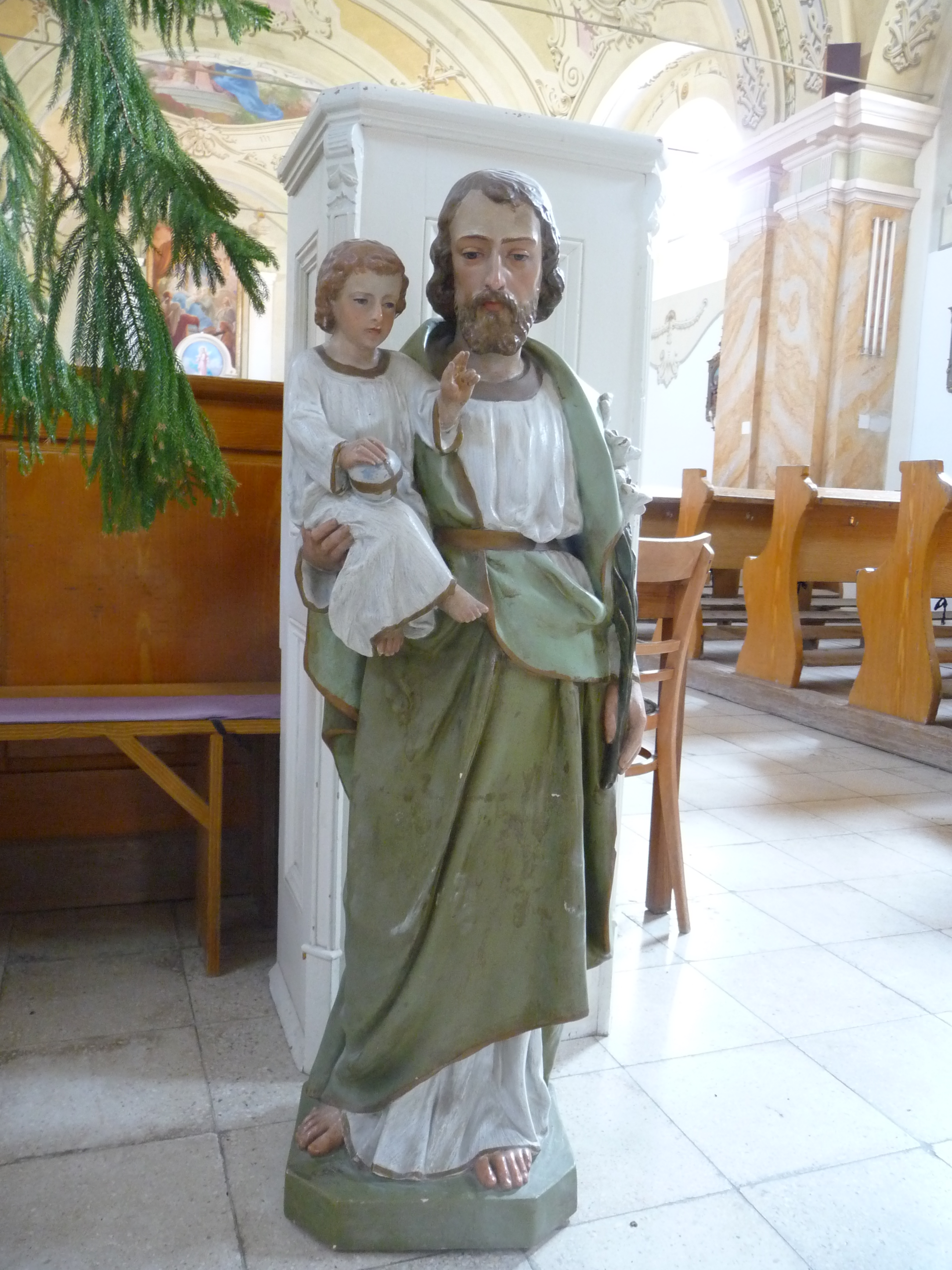
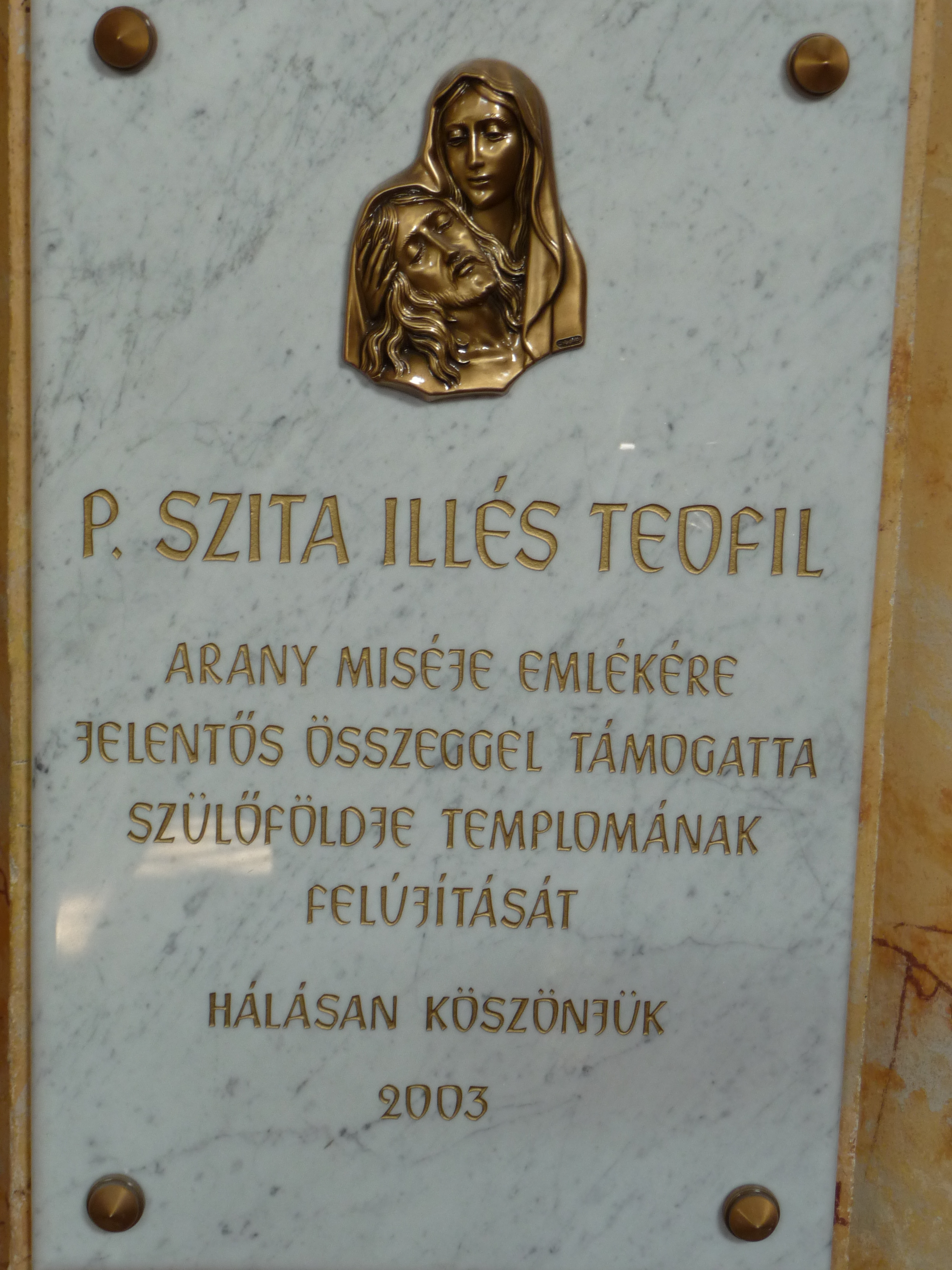
Szita Illes Teofil emléktáblája
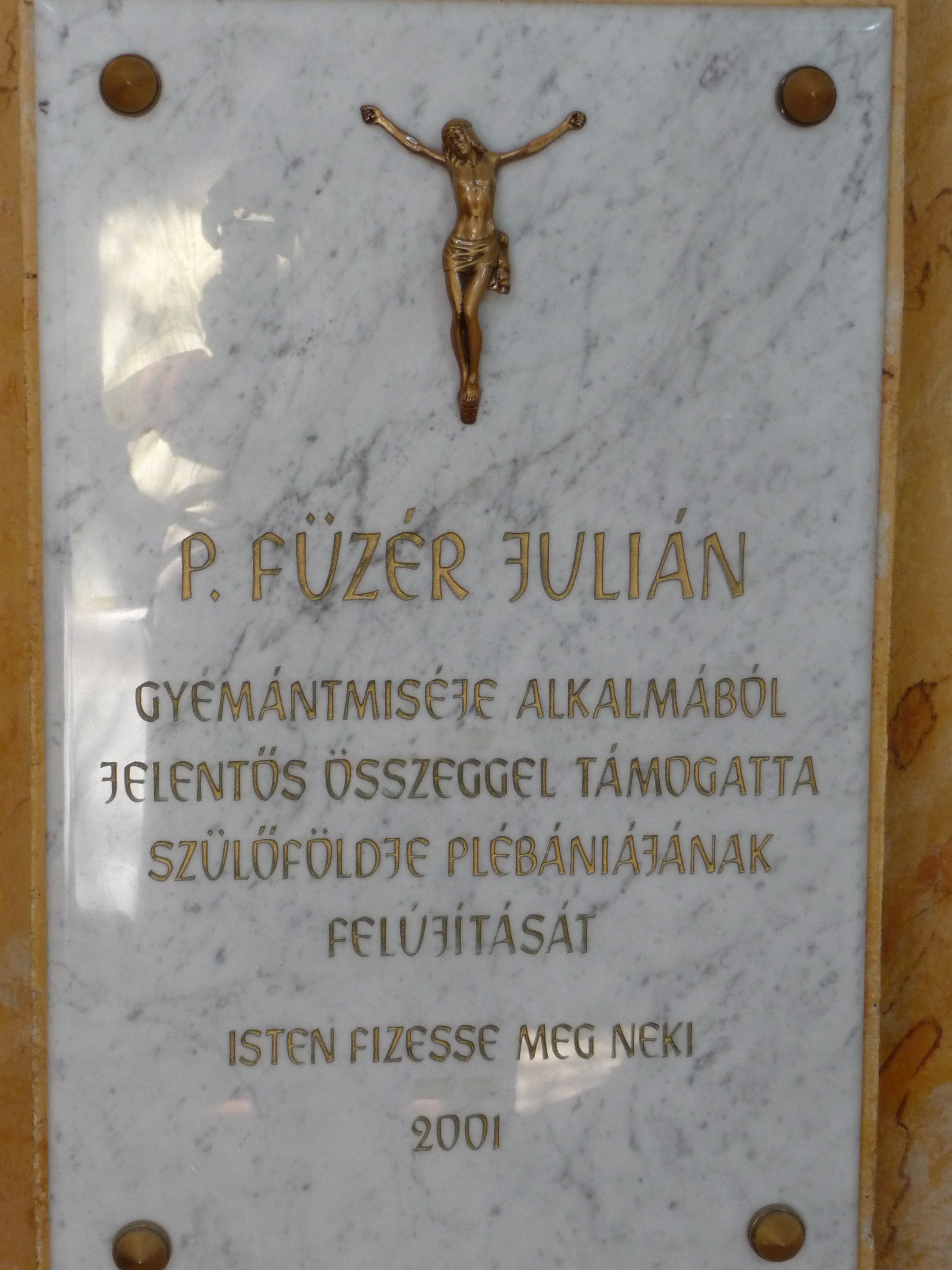
Füzér Julián emléktáblája